# Котья
Котья́ — деревня в Вавожском районе Удмуртии, входит в состав муниципального образования Волипельгинское сельское поселение.
Урбанонимы:
- улицы;— Ричкова

## Население
| 2010 | 2012 |
| ---- | ---- |
| 80   | ↗81  |